# القريه العليا (العدين)

تعديل مصدري - تعديل

القرية العليا محلة تابعة لقرية المشعب، التابعة لعزلة خباز بمديرية العدين إحدى مديريات محافظة إب في الجمهورية اليمنية.، بلغ تعداد سكانها 75 حسب تعداد اليمن لعام 2004.